# 郑李辉
郑李辉（1980年—）是一位中国体操运动员，出生于湖北省仙桃市。1983年6月进仙桃体操学校，1989年进湖北省体操队，1996年入选国家队。在2000年悉尼奥运会上获的男子体操团体冠军。

## 主要成绩
- 1996年全国体操锦标赛，男团冠军
- 1997年8月第19届世界大学生运动会，男子个人全能冠军和男团冠军
- 1998年9月全国体操锦标赛，男团冠军
- 1999年5月全国体操锦标赛，男团亚军
- 1999年8月全国体操冠军赛，男子全能亚军
- 2000年在世界体操挑战赛，个人全能冠军
- 2000年悉尼奥运会，男子体操团体冠军